# 마나이역
마나이역(일본어: 間内駅, まないえき)은 일본 아이치현 가스가이시에 있는 메이테쓰 고마키선의 역이다. 역 번호는 KM08이다. 시 경계에 위치하고, 본 역 서쪽에 있는 이케다 강을 건너면 고마키시이다.

## 역사
- 1931년 2월 11일: 영업 개시.
- 1944년경: 영업 휴지.
- 1947년 11월 24일: 영업 재개.
- 1992년 1월 1일: 무인화.
- 2004년: 이누야마 방면 승강장에도 역사, 자동 매표기, 개찰기 등을 설치함과 동시에 고마키구치 ~ 마나이 역간 고가화.
- 2011년 2월 11일: IC카드 승차권 "manaca" 공용 개시.
- 2012년 2월 29일: 트랜 패스 공용 종료.

## 역 구조
상대식 승강장 2면 2선의 지상역이자 무인역이다. 개찰구는 모두 2곳이 있다. 트랜 패스와 manaca가 사용 가능하다. 과선교를 통하여, 개찰 내를 오갈 수 있다. 화장실은 없다.

### 승강장
| 번호 | 노선       | 방향 | 행선                      |
| ---- | ---------- | ---- | ------------------------- |
| 1    | ■ 고마키선 | 상행 | 고마키・이누야마 방면     |
| 2    | ■ 고마키선 | 하행 | 가미이다・헤이안도리 방면 |

## 역 주변
역 서쪽(이누야마 방면 승강장 쪽)은 로터리이다. 또한, 역 주변은 주택지이다. 역 동쪽에는 전국의 무장 아자이 나가마사의 상이 있다. 오다 노부나가에서 벗어난 나가마사의 후손이 토착하고 다이쇼 시대까지는 역 주변에 저택을 가지고 있었다고 전해진다.
- 묘라쿠지
- 하치만 신사
- 이케다 강
- 도야마 유치원
- 미나미토야마 유적
- 기타토야마 성 흔적
- 오야마 강
- 가스가이 제과 가스가이 공장

## 사진

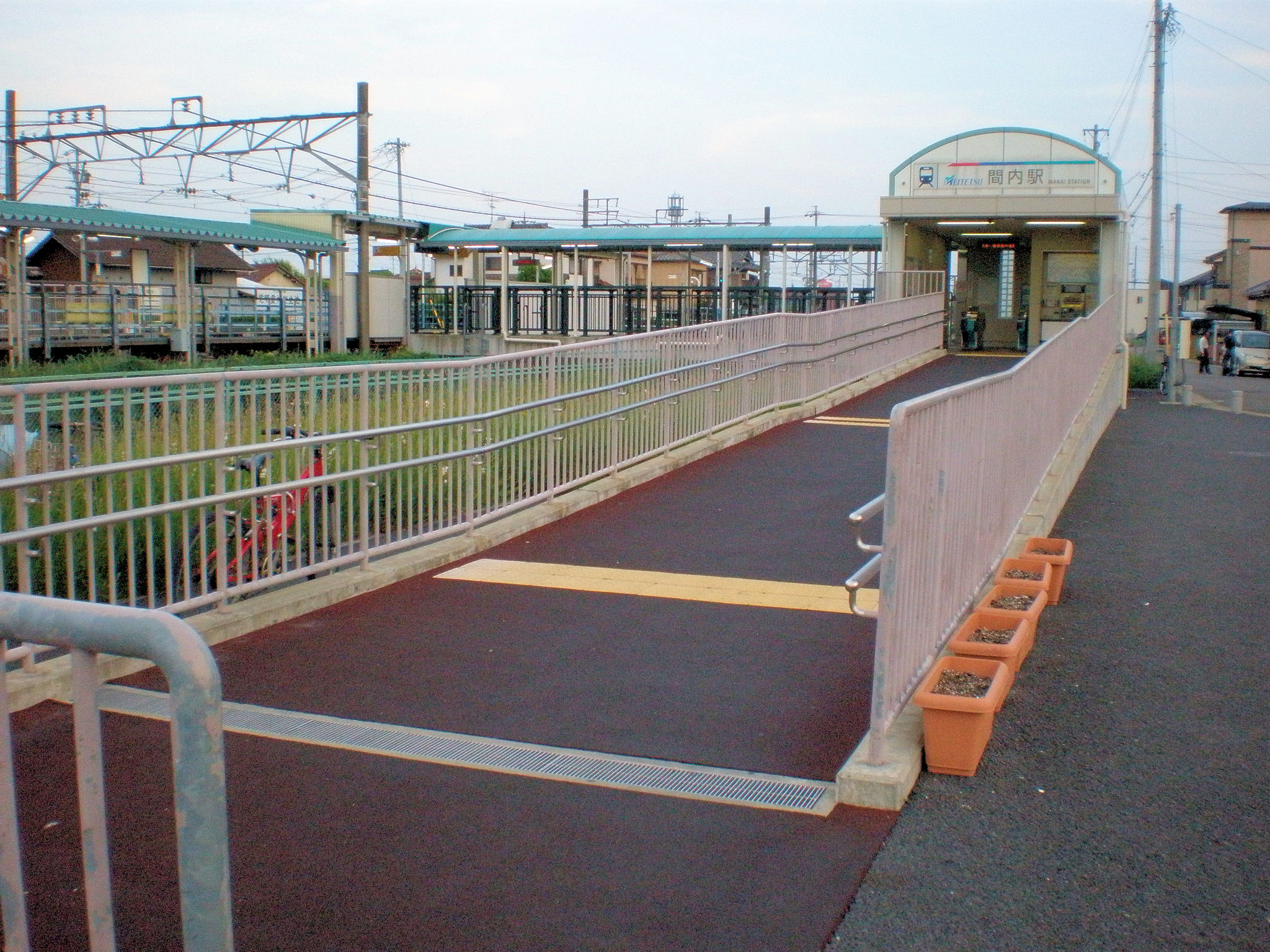
서쪽 출입구
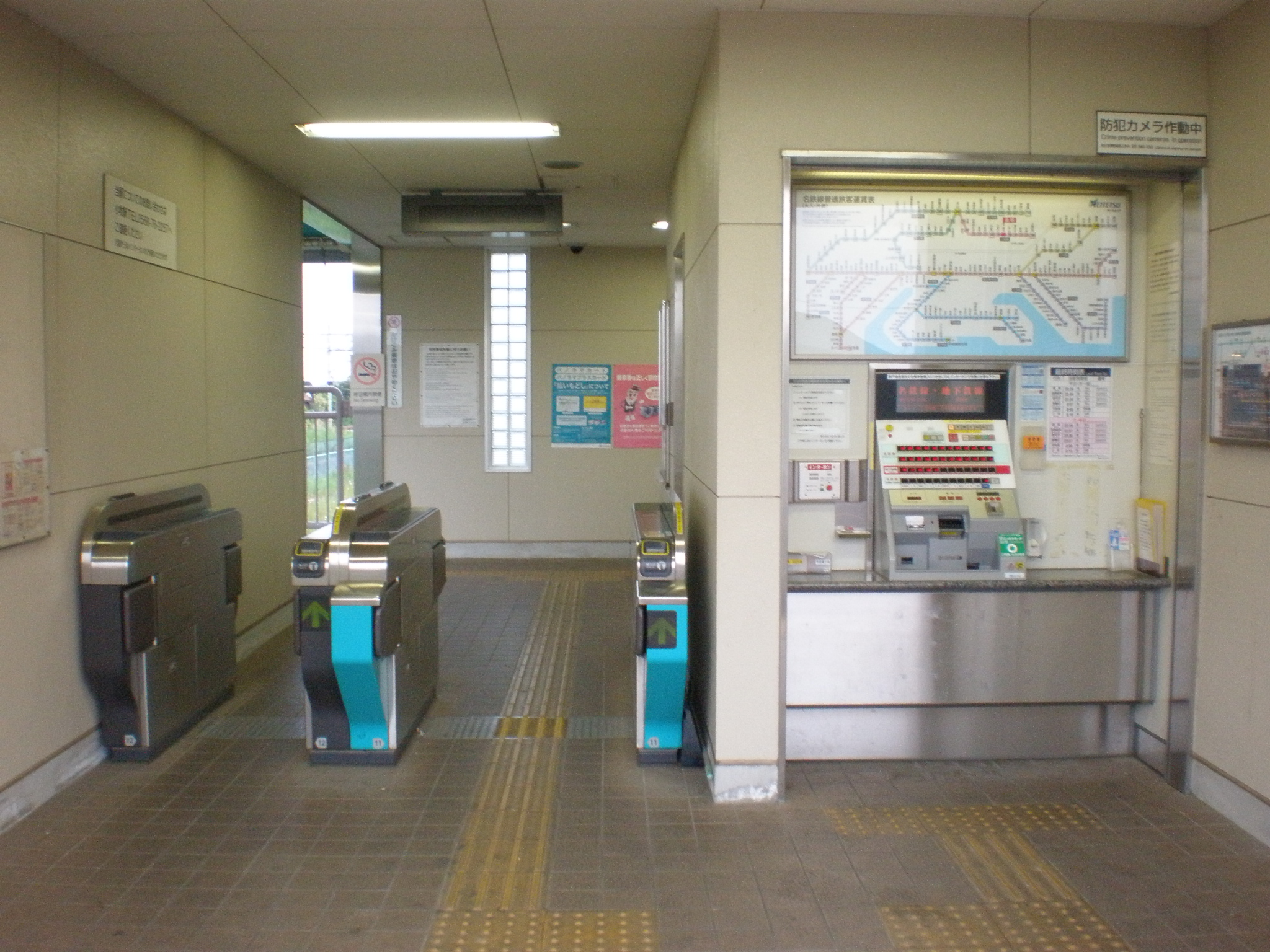
개찰구

## 인접역
| 나고야 철도 ■ 고마키선      | 나고야 철도 ■ 고마키선 | 나고야 철도 ■ 고마키선        |
| --------------------------- | ---------------------- | ----------------------------- |
| KM09 우시야마 가미이다 방면 |                        | 고마키구치 KM07 이누야마 방면 |